# Laura Sturma Fanelli
Laura Sturma Fanelli (Roma, 1º settembre 1937 – Udine, 9 febbraio 2011) è stata una saggista e critica letteraria italiana.
L'interesse per la Letteratura moderna e per la filosofia avvicinò gli studi di Laura Sturma Fanelli agli studi rispettivamente di Stefano Agosti e di Emanuele Severino. I suoi saggi sono stati pubblicati su diverse riviste specializzate.

## Biografia
Inizialmente allieva di Ugo Spirito, si laureò poi nel 1962 in Lettere e Filosofia all'Università La Sapienza di Roma con Giacomo Debenedetti. Fu fino al 1974 assistente presso la cattedra di Storia della letteratura italiana di Walter Pedullà. Dal 1976 visse e lavorò a Nimis, in provincia di Udine, dove elaborò le sue più innovative teorie sul mito, sulla teoria della letteratura e sulla filosofia del linguaggio.
L'interesse per il metodo strutturale nell'analisi letteraria e del mito la portò a elaborare una nuova teoria del nome proprio in un serrato confronto con quelle di Saul Kripke, di Jacques Derrida e di Alan Gardiner, di cui tradusse The Theory of Proper Names.
Nei suoi saggi lo studio e l'analisi del linguaggio, a partire dal nome proprio, diventano per lei fonte interpretativa. Le domande sull'origine della natura e della forma del mito arcaico, della musicalità del verso libero trovano risposta nella riapparizione del mito nella letteratura moderna da Friedrich Hölderlin, a Friedrich Nietzsche, a Cesare Pavese, a Thomas Mann.

## Pubblicazioni
- La parola che nomina gli dei, prefazione di Stefano Agosti, Il Melangolo, Genova, 2007
- L'oggetto il simbolo e il linguaggio, in Paragone, n. 336, anno XXIX, febbraio 1978, pp. 38 e seguenti.
- Musica e silenzio nella poesia moderna, in Galleria, anno XXXVIII, n. 3, settembre-dicembre 1988, pp. 531–537.
- Invenzione delle Muse. Forme del senso e forme metriche, in Studi di estetica, n. 12, anno XVI nuova serie, fascicolo I, 1988, pp. 133–152.
- Il nome dei poeti, in Il piccolo Hans, n. 74, estate 1992, pp. 186–189.
- Onoma, in Il Verri, n. 24, gennaio 2004, pp. 103–114.
- Biografia e scrittura, in Il Verri, n. 26, novembre 2004, pp. 117–126.
- I nuovi felici, in L'Illuminista, n. 10/11, anno III, 2004, pp. 369–375.
- Gabriele D'Annunzio o della adulazione universale in L'Illuminista, n. 16, anno VI, 2006, pp. 181–194.
- La nominazione secondo Walter Benjamin, in Aut Aut, n. 331, anno 2006, pp. 216–223.
- Kant forever, in Aut Aut, n. 336, anno 2007, pp. 187–196.
- I paletuvieri di Salgari, in Il Caffè illustrato, n. 51, anno IX, 2009, pp. 75–77.
- I due padroni, in Il Caffè illustrato, n. 57, anno X, 2010, pp. 72–73.
- Popolo e Nazione nel Fascismo, in Scuola e Lavoro, n. 3-4-5, anno XXXVI, 2012, p. 2.